# Nornenbrunnen
Der Nornenbrunnen ist eine Brunnenanlage im Zentrum Münchens. Er wurde 1907 nach einem Entwurf von Hubert Netzer im Jugendstil errichtet. Der Brunnen aus Kirchheimer Muschelkalk zeigt die Nornen, die drei germanischen Schicksalsfrauen Urd, Verdandi und Skuld, die sich an eine große Wasserschale lehnen. Zwischen den Figuren befinden sich drei Mäuler, aus denen sich das Wasser in drei flache Becken am Boden ergießt.
Der Brunnen wurde ursprünglich am Stachus aufgestellt. Im Zuge der Umbaumaßnahmen auf dem Platz wurde die Anlage abgetragen und 1965 an ihrem heutigen Standort in der Eschenanlage am Maximiliansplatz wieder aufgebaut.